# Powiat Nita
Powiat Nita (jap. 仁多郡 Nita-gun) – powiat w Japonii, w prefekturze Shimane. W 2024 roku liczył 11 021 mieszkańców.

## Miejscowości
- Okuizumo